# Physik in Animationsfilmen
Physik in Animationsfilmen ist ein scherzhaftes System von physikalischen Gesetzen, das die eigentlichen Gesetze aufhebt und in Animationsfilmen als humorvoller Effekt verwendet wird. Während die normalen physikalischen Gesetze referenziell (also objektiv und unveränderlich) sind, ist die Physik in solchen Filmen präferenziell (also subjektiv und veränderlich).
In vielen der bekanntesten amerikanischen Zeichentrickfilme, speziell in jenen von Warner Bros. Entertainment und Metro-Goldwyn-Mayer-Studios, sind ähnliche „Gesetze“ entwickelt worden, die ein übliches Inszenierungsmittel in komischen Animationsfilmen geworden sind. Ein typisches Beispiel ist eine Szene, in der eine Cartoonfigur über eine Klippe hinausläuft: Die Schwerkraft setzt so lange aus, bis es die Figur bemerkt und reagiert.

## Beispiele

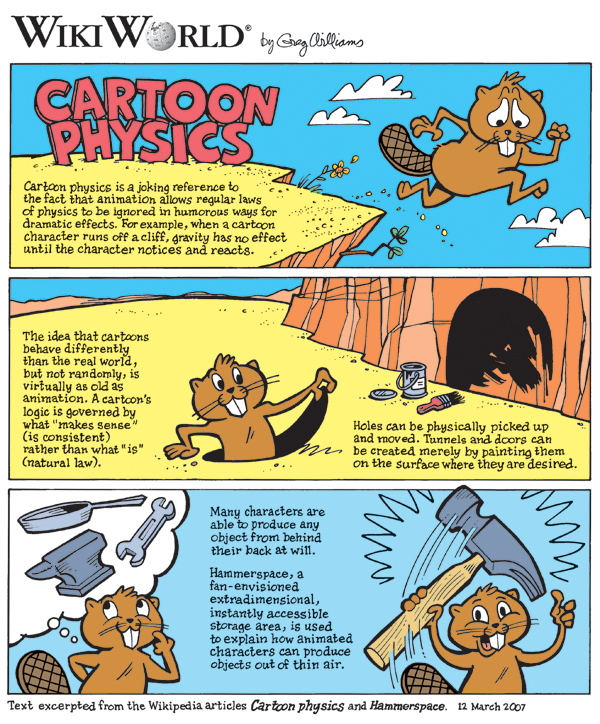

Konkrete Referenzen auf Physik in Zeichentrickfilmen gehen zurück zum Juni 1980, als der Artikel „O’Donnell’s Laws of Cartoon Motion“ im Esquire erschien. Eine Version des Artikels, die im Journal des Institute of Electrical and Electronics Engineers (V. 18 No. 7 p. 12, 1994) veröffentlicht worden ist, hat dabei geholfen, die Physik der Zeichentrickfilme auch einem technischen Publikum bekannt zu machen, wobei diese die Konzepte noch erweitert und verfeinert haben.
In O’Donnells Artikel finden sich die folgenden Gesetze:
- Jeder Körper, der im Raum aufgehängt ist, verbleibt so lange in diesem, bis er sich dessen bewusst wird. Danach setzt die eigentliche Schwerkraft ein. Aus diesem Grund können sich Babys in Zeichentrickfilmen für längere Zeiträume der Gravitation widersetzen. Ebenso können Figuren deshalb auch über eine Klippe hinauslaufen und so lange nicht hinunterfallen, bis sie hinuntersehen. Falls im Film selbst darauf angespielt wird, dass sich Figuren dem Newtonschen Gravitationsgesetz widersetzen, so wurde es von Bugs Bunny mal so erklärt, dass dieser nie die Gesetze gelernt habe. (Buchstäblich: „I never studied law“ was „ich habe kein Jura studiert“ bedeutet)
- Jeder Körper, der Feststoffe passiert (meistens mit hoher Geschwindigkeit), hinterlässt ein Loch, das der Silhouette dieses Körpers entspricht.
- Bestimmte Körper können durch an die Wand gemalte Löcher oder Tunneleingänge hindurchgehen, während andere das nicht können. Außerdem können Löcher beweglich sein.
- Alle Grundsätze der Gravitation werden durch Angst ausgesetzt. Wird jemand erschreckt, so kann dieser in unmögliche Höhen springen.
- Jegliche gewaltsame Verformung von katzenhafter Substanz ist nicht dauerhaft wirksam. Das bedeutet, dass verwundete Katzen schneller heilen oder unendlich viele Leben haben. Außerdem passen Katzen in Zeichentrickfilmen in ungewöhnliche kleine Räume.
- Alles fällt schneller als ein Amboss. Ein fallender Amboss wird immer direkt auf den Kopf einer Figur fallen, unabhängig davon, in welchem Zeitabstand der Körper und der Amboss zu fallen begonnen haben.
- Jegliches Fahrzeug auf einem Transportpfad ist so lange in einem Zustand der Unbestimmtheit, bis ein Objekt auch den Transportpfad betritt. Beispielsweise kann der Wolf links und rechts sehen, um zu prüfen, ob er sicher die Straße überqueren kann, und sieht nichts – aber sobald er die Straße betritt, wird er von einem Bus überfahren.

## Geschichte
Die Idee, dass Zeichentrick-Animationen sich zwar anders verhalten als die reale Welt, aber dies trotzdem nicht wahllos passiert, ist schon seit der Entstehung von Zeichentrickfilmen vorherrschend. Walt Disney hat zum Beispiel 1956 vom plausiblen Unmöglichem gesprochen.
In Warner Brothers Looney Tunes gibt es zahlreiche Beispiele von der ganz eigenen Physik in Zeichentrick-Animationen (unter anderem in Road Runner und Wile E. Coyote) und es ist sogar zugegeben worden, dass die Physik der realen Welt ignoriert worden ist. In High Diving Hare (1948) gibt es eine Szene, in der Yosemite Sam ein Sprungbrett, auf dem Bugs Bunny steht, von seiner Plattform absägt. Die Plattform, auf der Sam ist, und dessen Leiter stürzen ein, während das abgesägte Sprungbrett mitsamt Bugs in der Luft schwebt. Dieser dreht sich zur Kamera und sagt: “I know this defies the law of gravity, but, you see, I never ‘studied’ law!” Frei übersetzt bedeutet diese Aussage, dass Bugs Bunny zwar weiß, dass es gegen das Gesetz der Schwerkraft verstößt, aber er habe die Gesetze nie gelernt.
Auch später ist von einigen animierten Figuren, unter anderem Roger Rabbit, Bonkers D. Bobcat und Yakko, Wakko und Dot, explizit erklärt worden, dass es in Zeichentrickfilmen erlaubt sei, Naturgesetze für humorvolle Zwecke zu beugen oder zu brechen. Das zu tun ist extrem trickreich, wodurch Zeichentrick-Animationen einen natürlichen Sinn für komödiantisches Timing haben und wodurch ihnen witzige Eigenschaften verliehen werden.
Zum Beispiel ist es in Falsches Spiel mit Roger Rabbit Roger für den Großteil einer Szene unmöglich, sich von seinen Handschellen zu befreien, bis hin zu dem Moment, als er den Tisch festhält, während Eddie Valiant versucht, die Handschellen zu zersägen. Als Eddie fragt, ob Roger die Handschellen jederzeit abnehmen hätte können, antwortet dieser, dass dies nicht immer möglich ist, nur wenn es lustig ist. Im Verlauf des Filmes sind mehrere Aspekte der Cartoon-Physik von den Figuren besprochen worden, und dieses Konzept war auch ein kleines, durchgängiges Thema des Filmes.
Im Jahr 1993 hat Stephen R. Gould, der zu dem damaligen Zeitpunkt Financial Training Consultant gewesen ist und an New Scientist geschrieben hat, gesagt, dass diese scheinbar unsinnigen Phänomene mit logischen Gesetzen ähnlich zu denen unserer realen Welt beschrieben werden können. Des Weiteren hat er gemeint, dass solche Geschehnisse keineswegs auf das Looniverse beschränkt sind und dass Gesetze, die unser eigenes Universum steuern, auch oft widersprüchlich zum Hausverstand sind. Dieses Thema ist auch von Dr. Alan Cholodenko in seinem Artikel „The Nutty Universe of Animation“ aufgegriffen worden.
In dem Garfield Kurzfilm „Die Geheimnisse des Trickfilms“ erklären die Figuren Orson und Wade verschiedene Gesetze der Zeichentrick-Animation-Physik und zeigen diese anhand von humorvollen Beispielen.
2012 dienten O’Donnells Gesetze des Cartoons als Vorlage für eine Präsentation und Ausstellung von Andy Holden in der Stanley Picker Gallery mit dem Namen „Laws of Motion in a Cartoon Landscape“, wo die Physik von Zeichentrickfilmen in Relation zur Kunst und dem Ende der Kunstgeschichte gezeigt wurde.